# Mark Leonard Bartchak
Mark Leonard Bartchak (Cleveland, 1º gennaio 1955) è un vescovo cattolico statunitense, dal 14 gennaio 2011 vescovo di Altoona-Johnstown.

## Biografia
Mark Leonard Bartchak è nato a Cleveland il 1º gennaio 1955 da Leonard Bartchak e Rosemary (nata Beck). Suo padre era di origini polacche, mentre sua madre era di origini tedesche e irlandesi. I suoi genitori erano membri fondatori della parrocchia di Santa Monica a Garfield Heights presso la quale è stato battezzato.

### Formazione e ministero sacerdotale
Ha frequentato le scuole elementari "Santa Monica" a Cleveland e "Sacra Famiglia" a Syracuse. Nel 1973 si è diplomato alla Bradford Central Christian High School di Bradford.
Ha compiuto gli studi per il sacerdozio presso il seminario "San Marco" della Gannon University di Erie, dove ha conseguito un Bachelor of Arts in filosofia nel 1977. Si è quindi trasferito al seminario "Cristo Re" di East Aurora.
Il 22 settembre 1980 è stato ordinato diacono nella cappella del seminario "Cristo Re". Ha prestato servizio nella parrocchia di San Giuseppe a Warren. L'anno successivo ha conseguito il Master of Teology. Il 15 maggio 1981 è stato ordinato presbitero per la diocesi di Erie nella cattedrale di San Pietro da monsignor Michael Joseph Murphy. Immediatamente dopo è stato nominato vicario parrocchiale nella parrocchia di San Giuseppe a Warren. Nell'agosto del 1981 è stato trasferito come vicario parrocchiale alla parrocchia di San Francesco a Clearfield. È stato anche assistente e insegnante di teologia presso la St. Francis High School e cappellano part-time dell'ospedale cittadino. Nel 1983 è stato trasferito nella parrocchia di San Leone Magno a Ridgway, dove per diversi mesi è stato amministratore parrocchiale, in quanto il parroco era ammalato. In seguito è stato nominato vicario parrocchiale della stessa parrocchia. Le sue funzioni includevano anche il servizio pastorale presso l'ospedale generale e la prigione della contea di Elk. In questi primi incarichi parrocchiali era attivo nelle associazioni locali del clero ecumenico. È stato relatore in diversi raduni ecumenici e civili.
Nel 1982 è stato nominato difensore del vincolo part-time e nel 1986 è stato assegnato a tempo pieno al tribunale ecclesiastico diocesano. Ha proseguito gli studi di diritto canonico all'Università Cattolica d'America a Washington, dove ha conseguito la licenza nel 1989 e il dottorato nel 1992. Durante la sua permanenza a Washington ha prestato servizio come confessore nella basilica del santuario Nazionale dell'Immacolata Concezione e presso la United States Naval Academy di Annapolis, nel Maryland.
Nell'agosto del 1991 è stato inviato a risiedere nella parrocchia di San Stanislao a Erie e fornire assistenza durante i giorni festivi. Lo stesso anno è stato nominato vicario giudiziale aggiunto. Nel 1992 è stato promosso a vicario giudiziale e direttore dell'ufficio di conciliazione e arbitrato della diocesi. Nel 2000 è stato nominato cappellano di Sua Santità. Dal 2004 al 2006 è stato anche vicario episcopale per gli affari canonici.
È stato membro d'ufficio del consiglio presbiterale, del gabinetto amministrativo e di vari comitati diocesani. Ha fatto parte del comitato di pianificazione per l'istituzione del programma per la formazione dei candidati al diaconato permanente.
È stato coinvolto con vari ruoli nel governo della Chiesa a livello statale, nazionale e internazionale. Nel 2004 è stato nominato membro del consiglio di amministrazione e del comitato esecutivo della Conferenza cattolica della Pennsylvania. Nel 2007 è diventato consulente della commissione episcopale per gli affari canonici e la governance della Chiesa.

#### Gestione degli abusi sessuali nella diocesi di Erie
In un rapporto del grand jury pubblicato dal procuratore generale della Pennsylvania Josh Shapiro il 14 agosto 2018, Bartchak è stato criticato per come aveva gestito un'inchiesta del 2005 contro l'ex sacerdote William Presley. Bartchak era stato incaricato dalla Santa Sede di indagare sui reclami contro Presley che aveva prestato servizio nella diocesi di Erie tra il 1963 e il 1986. Ha interrogato quindi una vittima di sesso maschile che in precedenza aveva rivelato i presunti abusi subiti alla diocesi già nel 1982, nel 1987 e nel 2002. Il 25 agosto 2005, Bartchak ha inviato un promemoria segreto all'allora vescovo Donald Walter Trautman. Alcune parti di questo rapporto recitavano: "Non sono stato sorpreso di apprendere da altri testimoni dell'area della contea di Elk che è probabile che ci siano altre vittime" e che "è probabile che possano esserci altri che avevano anche l'età per considerare il reato, ma a che scopo è necessario seguire ogni traccia?". Trautman ha affermato che "non è probabile che portino a notizie relative a delitti che coinvolgano minori di età inferiore ai 16 anni", ha scritto Bartchak.

### Ministero episcopale
Il 14 gennaio 2011 papa Benedetto XVI lo ha nominato vescovo di Altoona-Johnstown. Ha ricevuto l'ordinazione episcopale il 19 aprile successivo dal cardinale Justin Francis Rigali, arcivescovo metropolita di Filadelfia, co-consacranti il vescovo emerito della stessa diocesi Joseph Victor Adamec e il vescovo di Erie Donald Walter Trautman.
Nel dicembre del 2011 ha compiuto la visita ad limina.
Il 21 giugno 2021 papa Francesco lo ha nominato membro del Supremo tribunale della Segnatura apostolica.

## Genealogia episcopale
La genealogia episcopale è:
- Cardinale Scipione Rebiba
- Cardinale Giulio Antonio Santori
- Cardinale Girolamo Bernerio, O.P.
- Arcivescovo Galeazzo Sanvitale
- Cardinale Ludovico Ludovisi
- Cardinale Luigi Caetani
- Cardinale Ulderico Carpegna
- Cardinale Paluzzo Paluzzi Altieri degli Albertoni
- Papa Benedetto XIII
- Papa Benedetto XIV
- Papa Clemente XIII
- Cardinale Enrico Benedetto Stuart
- Papa Leone XII
- Cardinale Chiarissimo Falconieri Mellini
- Cardinale Camillo Di Pietro
- Cardinale Mieczysław Halka Ledóchowski
- Cardinale Jan Maurycy Paweł Puzyna de Kosielsko
- Arcivescovo Józef Bilczewski
- Arcivescovo Bolesław Twardowski
- Arcivescovo Eugeniusz Baziak
- Papa Giovanni Paolo II
- Cardinale Justin Francis Rigali
- Vescovo Mark Leonard Bartchak

## Araldica
| Stemma | Titolare                                           | Descrizione |
|        | Mark Leonard Bartchak Vescovo di Altoona-Johnstown | Secondo la tradizione araldica dei paesi anglosassoni, lo stemma del vescovo di una diocesi, chiamato "vescovo diocesano", sono unite (impalate) con lo stemma della sua giurisdizione, in questo caso la diocesi di Altoona-Johnstown, a significare l'unione dell'uomo e dell'ufficio che ricopre. Lo stemma della diocesi di Altoona-Johnstown appare sul lato sinistro dello scudo. La metà superiore simboleggia le due chiese cattedrali della diocesi: le ostie e il calice evocano la cattedrale del Santissimo Sacramento ad Altoona e mentre la mitra rappresenta San Giovanni Gualberto, titolare della con-cattedrale di Johnstown. In fondo è presente una croce tratta dallo stemma del servo di Dio Demetrius Augustine Gallitzin, conosciuto come l'"apostolo degli Allegheny". Lo stemma è diviso da una fascia nera con tre dischi d'argento che è tratto dallo stemma di William Penn, fondatore del Commonwealth della Pennsylvania. Lo stemma di monsignor Mark Leonard Bartchak appare sul lato destro dello scudo. Su un campo d'oro sono presenti tre simboli, ognuno con un significato speciale per il vescovo. Nella parte superiore vi è un'ancora, tradizionale simbolo cristiano della speranza. Essa è fiancheggiata da due gigli pasquali, che simboleggiano la gloria e la risurrezione. Insieme, l'ancora e i gigli fanno riferimento al motto episcopale del vescovo: "Christ our hope of glory" (Colossesi 1,27). Nella parte inferiore dello stemma è presente un leone che rappresenta San Marco evangelista, patrono del vescovo Bartchak e del seminario nel quale ha studiato. Il campo d'oro è diviso da un'onda blu tratta dallo stemma della diocesi di Erie. Monsignor Bartchak ha trascorso gran parte della sua vita sulle rive del lago Erie. Se abbinato al simbolo di San Marco, l'onda ricorda anche che Cristo è presente sia nella Parola (Vangelo secondo Marco) che nei Sacramenti (acqua). Lo stemma è completato dagli ornamenti esterni che sono una croce processionale episcopale d'oro, posta dietro e che si estende sopra e sotto lo scudo, e un galero, con sei nappe, in tre file, su entrambi i lati dello scudo, il tutto in verde. Queste sono le insegne araldiche di un prelato del grado di vescovo, per ordine della Santa Sede del 31 marzo 1969. |